# Бумердес
Бумердес (араб. بومرداس‎) — город на севере Алжира, административный центр одноимённого вилайета, крупный университетский и научный центр Алжира и место летнего пляжного отдыха алжирцев.

## Географическое положение
Город находится в северной части вилайи, на побережье Средиземного моря, на высоте 41 метра над уровнем моря.

Бумердес расположен на расстоянии приблизительно 45 километров к востоку от столицы страны Алжира.

## Демография
По состоянию на 2008 год население составляло 41 685 человек.
Динамика численности населения города по годам:
| 1977   | 1987   | 1998   | 2008   |
| ------ | ------ | ------ | ------ |
| 10 735 | 22 402 | 33 646 | 41 685 |

## Транспорт
Ближайший аэропорт — международный аэропорт им. Бумедьена, расположен в 35 км, вблизи города Алжир. От столицы Алжира до Бумердеса ходят автобусы и электропоезда.

## История
До обретения Алжиром независимости, на прибрежной скале черного цвета стоял поселок Роше-Нуар (фр. Rocher Noir — Черная скала), состоявший лишь из пары десятков домов.
С 1952 по 1962 год, французская армия построила и содержала военный городок своего Алжирского Объединенного Генштаба (фр.: Grand Quartier Général) вблизи того поселка.
В 1962 году, с апреля по июль, в военном городке работало национальное Временное правительство будущего независимого Алжира.
На базе оставленного французами военного городка Роше-Нуар (впоследствии переименованного в Бумердес) в 1964 году СССР (Минвуз, ГКЭС и др.) организовал институт «Африканский центр нефтехимии и текстиля („CAHT“/"АНТЦ")». В здании бывшего французского штаба учились студенты («институт с видом на море»), а в бывших виллах офицеров жили несколько сотен советских преподавателей из МИНХ им Губкина, из МГУ, из Московского текстильного института. «CAHT» послужил основой для создания сначала двух ВУЗов — нефтехимического «INH» и текстильного «INIL», а затем и еще четырех (ин-т механики, элетротехники, строительный ин-т, и пищевой промышленности). В 1998 году эти 6 государственных инженерных ВУЗов были объединены в Гос. Университет им М.Бугара (герой, погибший в борьбе с колонизаторами).
В 1984 году Бумердес стал центром новообразованной одноимённого вилайета (провинции). 21 мая 2003 года в 17:44 по местному времени вблизи города Тении (7 км в востоку от Бумердеса) находился эпицентр разрушительного землетрясения с магнитудой 6,8 баллов. В результате этого землетрясения погибли 2268 человек, 10 147 человек были ранены и около 200 000 человек остались без крова.
К 2014 году город и вилайет восстановлены, в университетском городке учится и проживает около 30 тыс. студентов. Тогда как город Бумердес является научным и учебным центром, и центром пляжного отдыха, окрестное население провинции Бумердес занято рыбной ловлей (сардина) и сельским хозяйством (виноград, картофель, пшеница).